# Glasberga gård

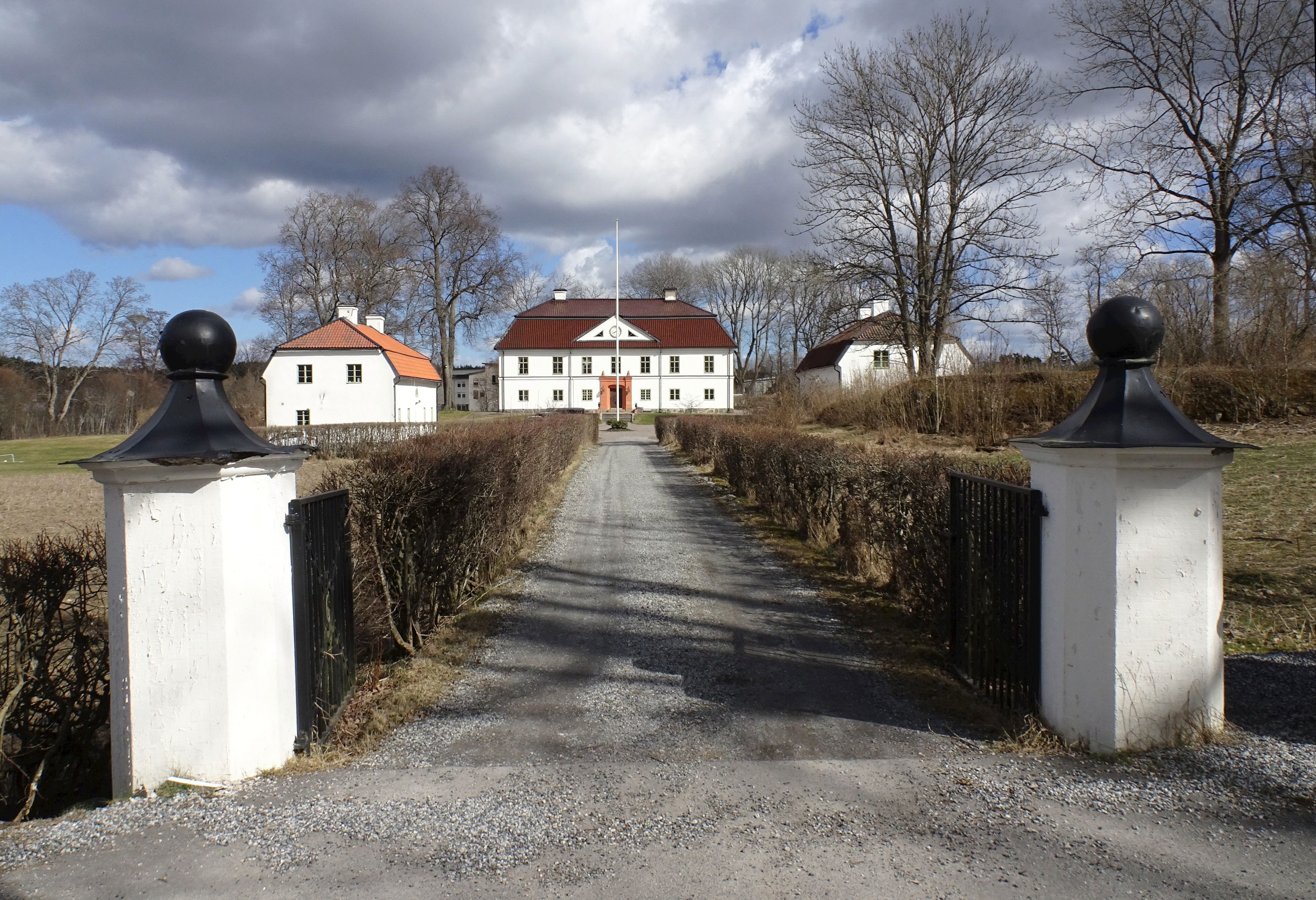
Infart till huvudbyggnad och flyglar i april 2017.

Glasberga gård är en herrgård och ett tidigare säteri beläget i Östertälje socken i nuvarande samhället Glasberga sjöstad, cirka 30 minuter från Stockholm. Gårdens huvudbyggnad och flyglar härrör från 1600-talet och utgör enligt kommunen ”ett arkitekturhistoriskt värde i sin välbevarade sammanhållna karaktär”. Idag inhyser huvudbyggnad och flyglar privatbostäder.

## Historik

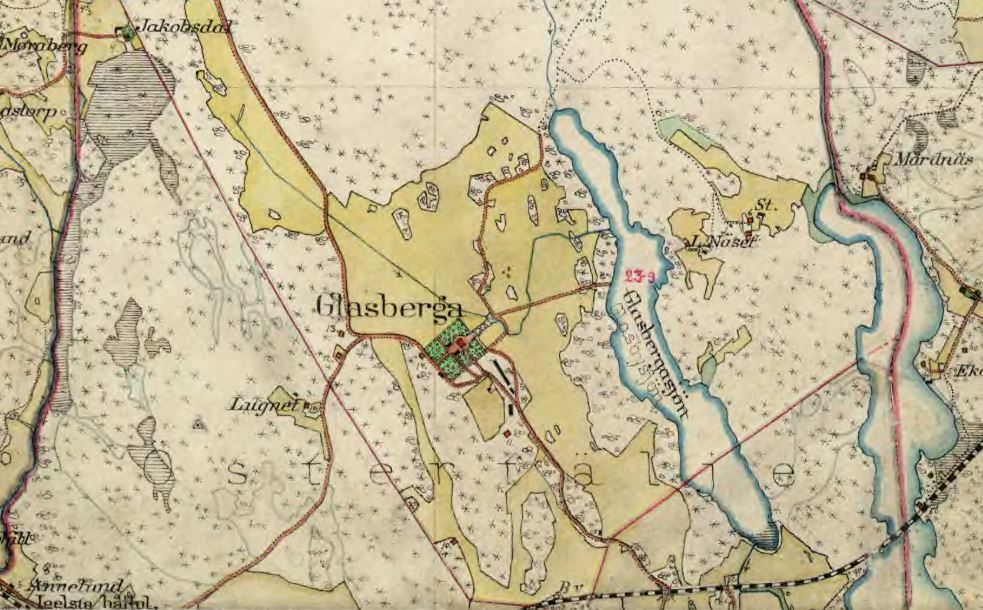
Glasberga gård och Glasbergasjön på Häradsekonomiska kartan 1901.

Platsen var bebodd sedan järnåldern, vilket forntida bytomter vittnar om, men fynd från stenåldern tyder på en möjligen betydligt längre hävd. Tidigare fanns här byn Glasby som finns omnämnd i skriftliga handlingar från år 1323, där det talas om en Olaff Pedersson i Glasabÿ i Telia sok[n]). I omgivningen finns två registrerade övergivna bytomter (Östertälje 47:1 och 238:1). Östertälje 47:1 var ett frälsehemman och låg direkt vid stranden av Glasbergasjön. Östertälje 238:1 låg strax norr om nuvarande gården och bestod av ett frälse- och ett skattehemman. 
År 1636 såldes en av byns då tre gårdar till kyrkoherden Johannes Wattrangius. Hans bror lät bilda säteriet som fick sina rättigheter 1662. Efter att säteriet bildats försvann Glasby by successivt för att under första hälften av 1700-talet helt uppgå i säteriet. Nuvarande huvudbyggnad och möjligen även flyglarna uppfördes 1657–1665. Namnet Glasberga finns första gången omnämnt år 1659. Troligen klarade gården rysshärjningarna från 1719 oskadad. 
Vid en större ombyggnad i början av 1800-talet fick huvudbyggnaden sin nuvarande utformning. Omkring år 1800 var egendomen omfattande. Till Glasberga gård hörde tolv dagsverkstorp, en skvaltkvarn och tobaksodlingar. På 1900-talets början sträckte sig Glasbergas ägor från sjön Tullan (halva sjön ingick) i norr, där vidtog Hallinge gårds marker och i söder till sjön Uttran där Halls gårds egendom låg.

## Gårdsmiljön

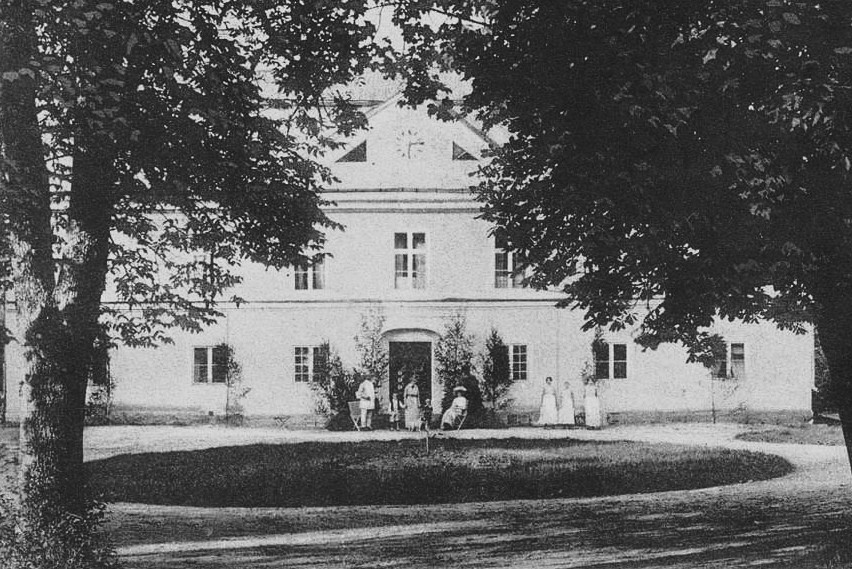
Huvudbyggnaden på 1910-talet.

Mangårdsbyggnaden har planmått på cirka 28×14 meter. Huset präglas av ljust putsade fasader med en frontespis åt entrésidan som domineras av en rusticerad barockportal imiterande röd sandsten. Huset har tre våningar under ett brutet och valmat tak. Gården och i synnerhet huvudbyggnaden är extremt välbevarad med tidstypiska detaljer såsom spegeldörrar, spröjsade fönster, breda trägolv, bröstpaneler, stuckaturer spända 1700-talstapeter etc. I byggnaden finns sjutton eldstäder, varav tretton kakelugnar. En av dem är bland de äldsta i Sverige. Ytan i huvudbyggnaden är 900 m² fördelade på tretton rum och vind. Huvudbyggnaden är en egen fastighet Södertälje Glasberga 1:16 och är q-märkt.  
Huvudbyggnaden flankeras av två putsade flyglar med planmått 19×9 meter. Även de har brutet och valmat yttertak. Till anläggningen leder en infart som omges av en nyligen planterad allé av lind och en fruktträdgård. Till gården hörde bland annat flera ekonomibyggnader som ligger på en höjd sydost om huvudbyggnaden. De kvarvarande är uppförda mellan 1900 och 1920, en av dem är en stenladugård med kallmurade väggar. Väster om gården märks Glasberga Krog från 1768, som ägdes av säteriet. Mellan mangård och ekonomibyggnader ligger en före detta mejeribyggnad, arrendatorsbostad och uthus.

## Bilder

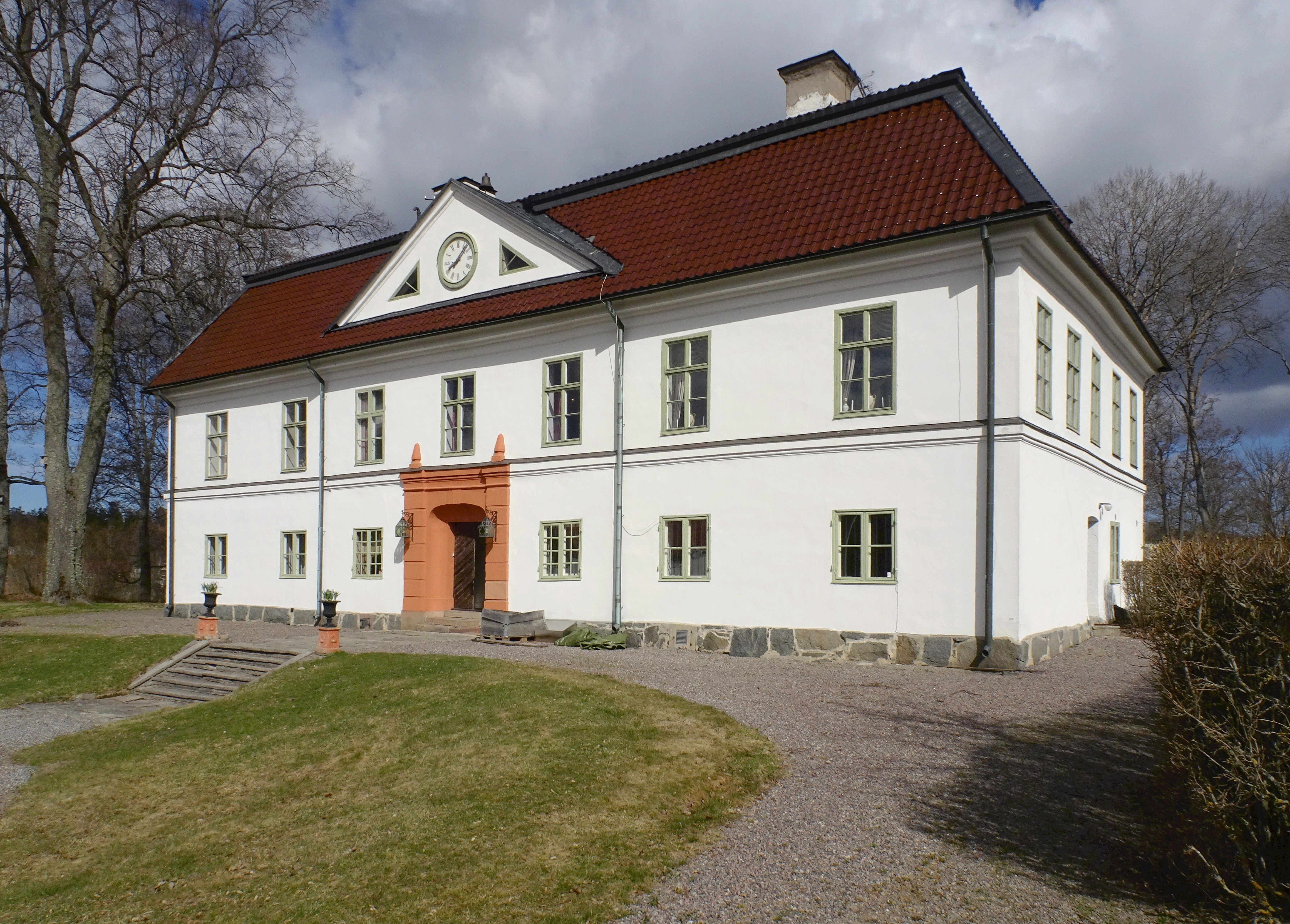
Huvudbyggnaden
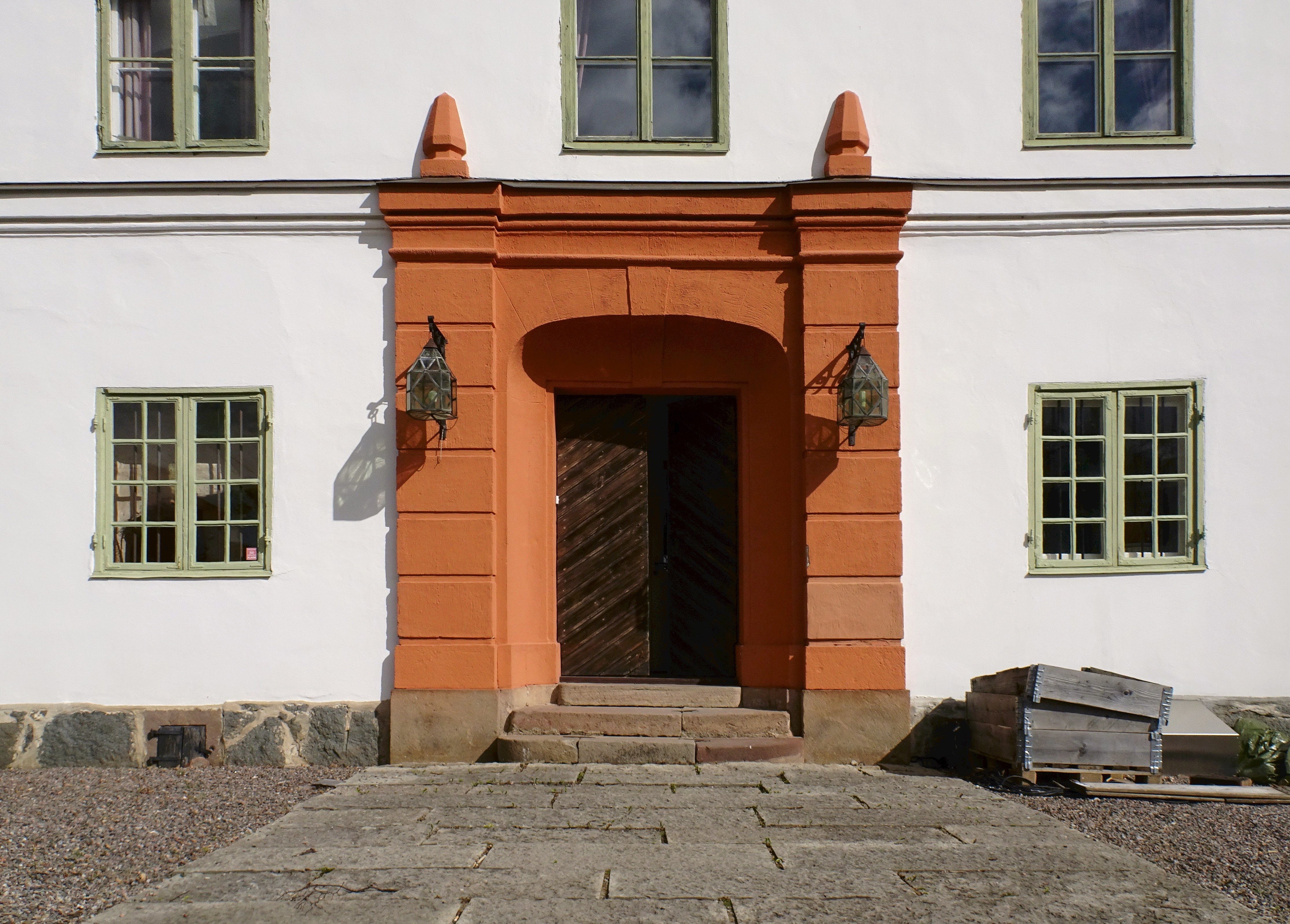
Barockportalen
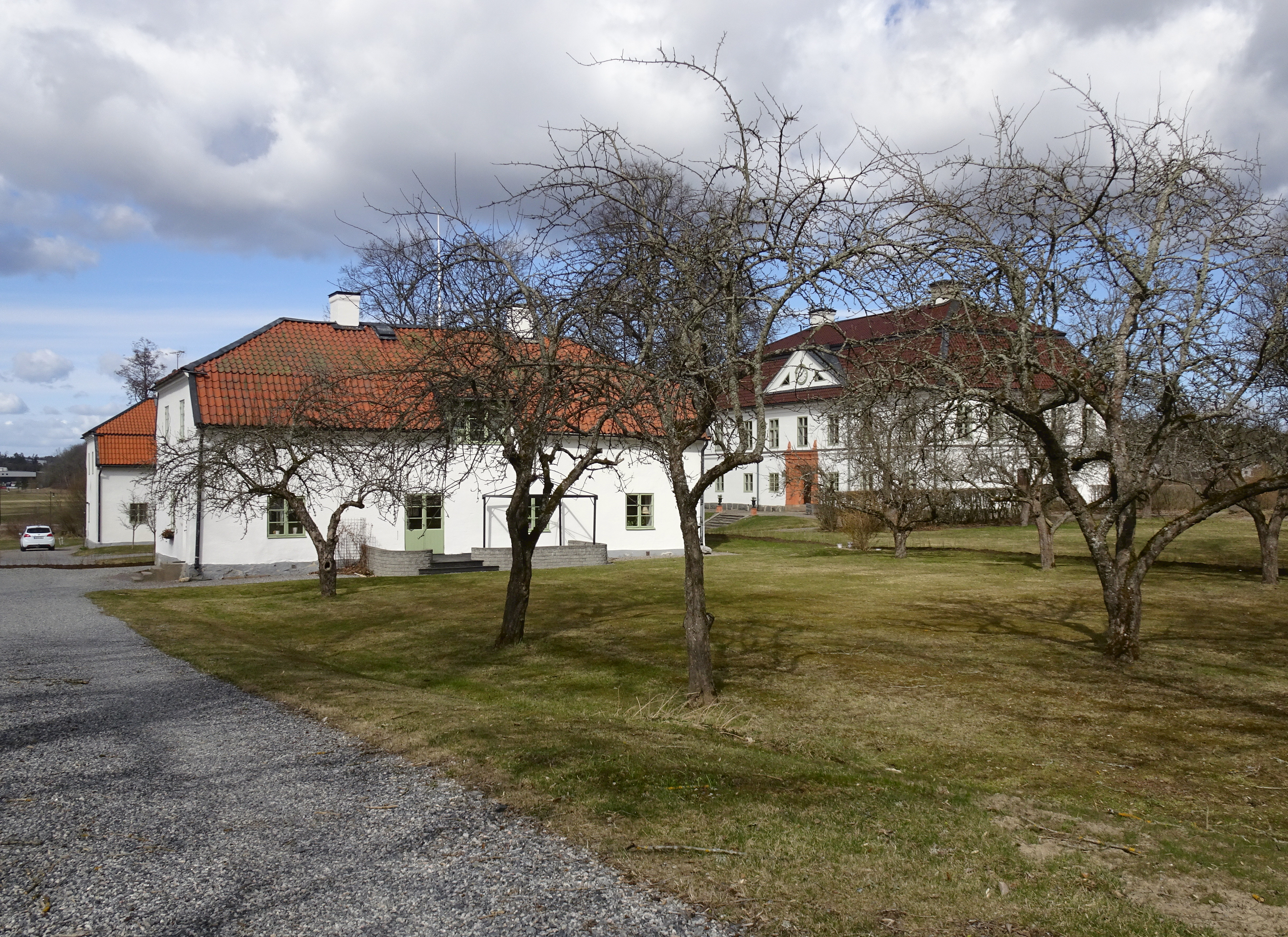
Fruktträdgården
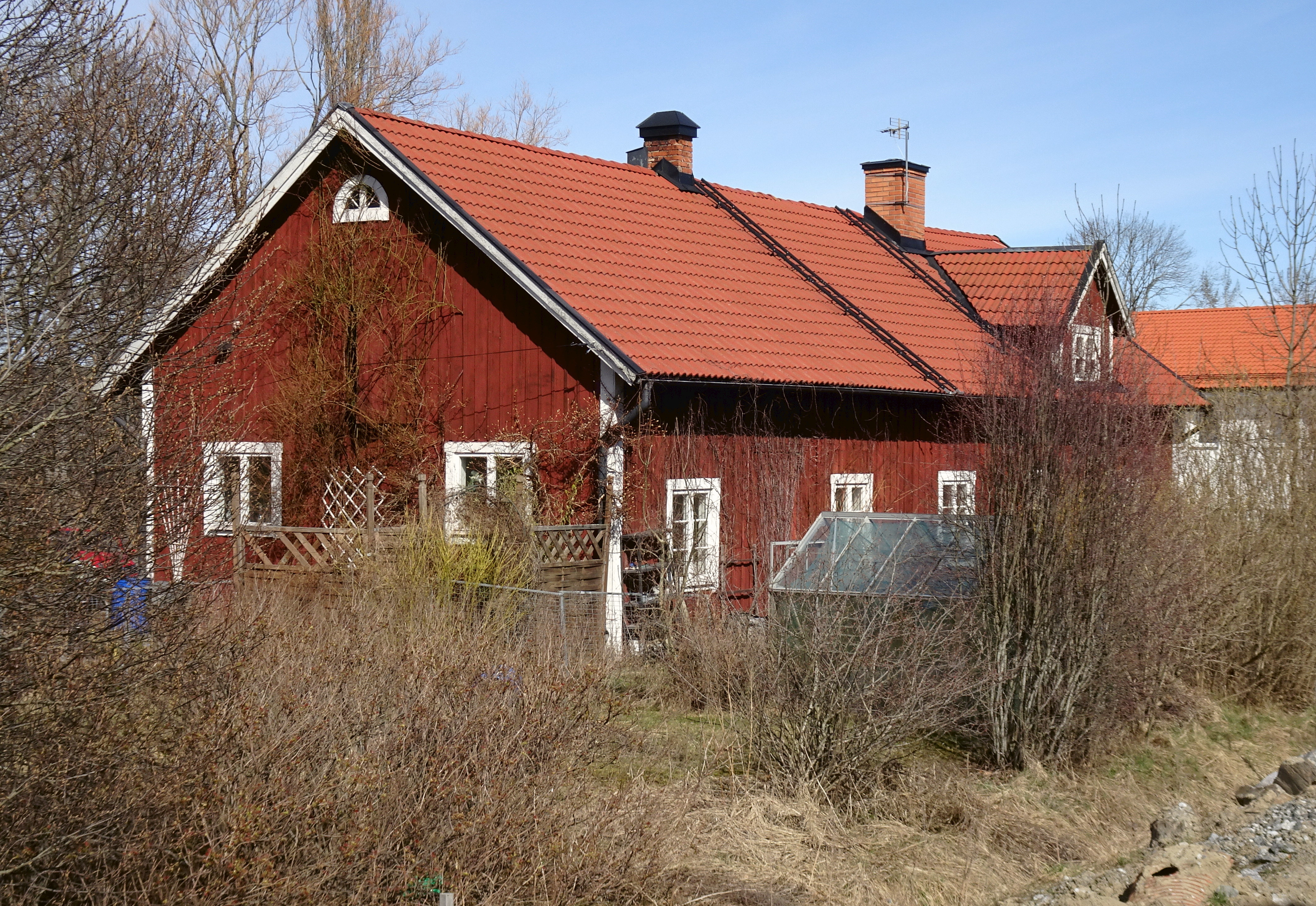
F.d. mejeriet
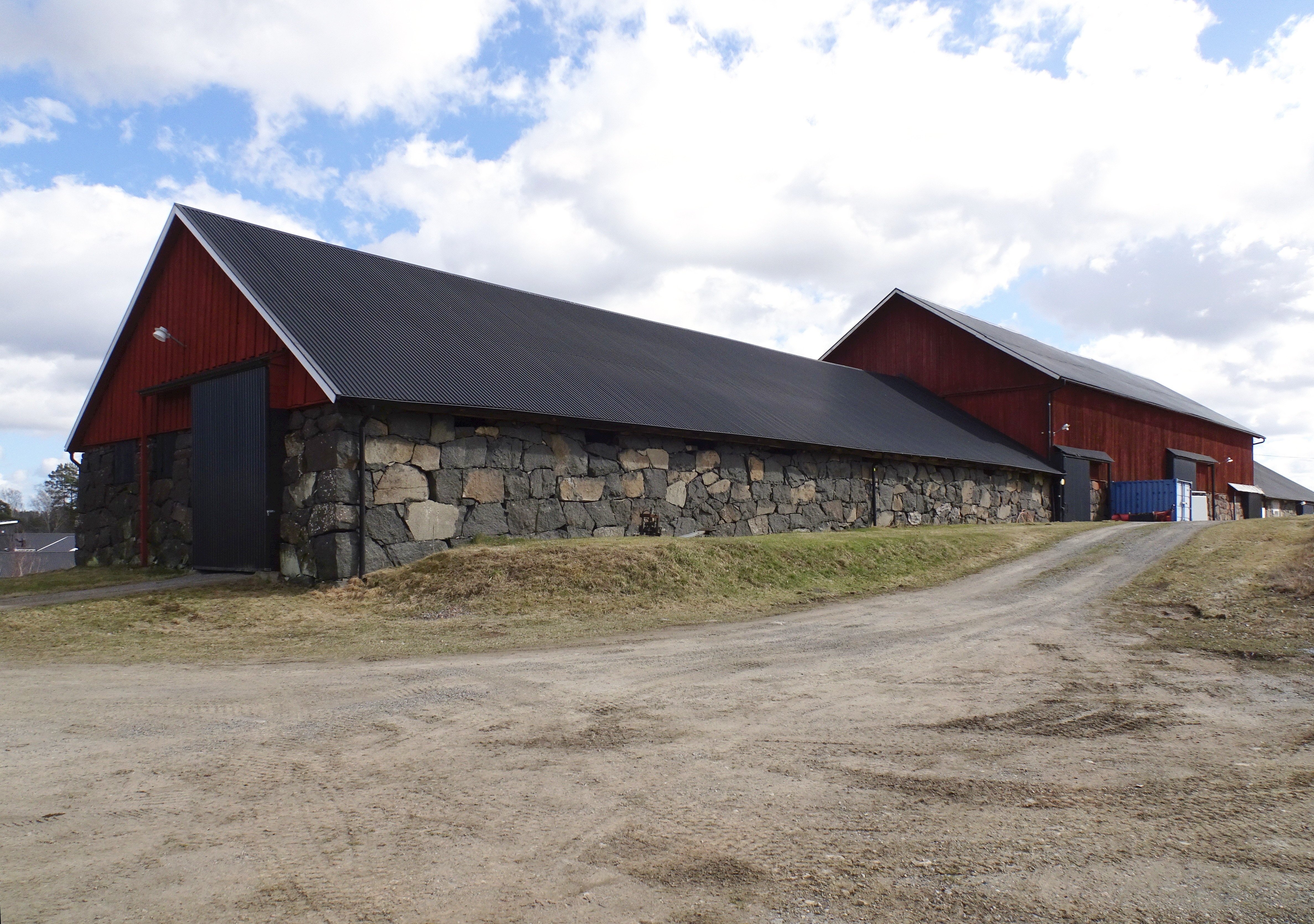
Stenladugården